# شونان (ياماغوتشي)
مدينة شونان (بالإنجليزية: Shūnan)‏ هي أحد المدن التابعة لمحافظة ياماغوتشي. تأسست رسميًا في 21/04/2003. ويقدر عدد سكانها بـ 150299 نسمة حسب تقدير مكتب الإحصاء الياباني لعام 2012. تبلغ مساحة شونان 656.25 كم2. بكثافة سكانية تبلغ 229 نسمة/كم2.

## توأمة
لشونان (ياماغوتشي) اتفاقيات توأمة مع:
- تاونسفيل

## أعلام
- ياسونوري ميتسودا
- تاتسويا تاناكا
- شيغيو ايتو
- يوشيوكي ساداموتو